# Northern soul
Pour les articles homonymes, voir A Northern Soul.
 (juin 2015).
Si vous disposez d'ouvrages ou d'articles de référence ou si vous connaissez des sites web de qualité traitant du thème abordé ici, merci de compléter l'article en donnant les références utiles à sa vérifiabilité et en les liant à la section « Notes et références ».
Genres dérivés
Modern soul
Le northern soul, ou rare soul, est un genre musical ayant émergé à la fin des années 1960 au Royaume-Uni, et popularisé au cours des années 1970.
L'expression northern soul est aussi parfois utilisée, à tort, pour désigner la soul du Nord des États-Unis, essentiellement représentée par la ville de Détroit et son label Motown, par opposition à la southern soul du Sud des États-Unis.

## Histoire
Dénommée à l'origine rare soul, la northern soul, issue d'un mouvement né dans le Nord de l'Angleterre, d’où son nom de baptême, tire en fait ses racines de la musique soul américaine.
À la fin des années 1960, après des années de gloire, la furie Tamla et Motown commence à décliner et de nouveaux styles musicaux émergent alors (funk, sweet soul, etc.), principalement sur la scène londonienne. Mais les soul fans et les clubs du nord de l’Angleterre persistent à vouloir n’écouter que du son des années 1960 traditionnels, plus proche du « Motown sound » des origines que des productions d’alors. Les DJs se tournent alors vers des titres différents mais avec ce « beat » insistant et particulier qui caractérise la northern soul. C'est ainsi qu'ils commencent à découvrir de plus en plus de « nouveaux » morceaux répondant à ces caractéristiques et qu'ils deviennent les véritables stars de cette scène musicale naissante.
En réalité, le terme « nouveaux » est anachronique car il s’agit souvent de morceaux déjà sortis aux États-Unis quelques années auparavant et ayant fait un bide commercial (souvent faute de promotion plus que par manque de qualité). Il ne manque plus qu’un nom à cette tendance musicale qu'en 1970, Dave Godin, journaliste musical plus qu’influent baptise « northern soul ». Après avoir épuisé toutes les sorties britanniques, les DJ et vendeurs commencent à écumer les États-Unis et à importer des originaux américains (45 tours) en masse afin de satisfaire un public toujours plus exigeant et prêt à se déplacer pour découvrir ces trouvailles lors des « allnighters », ces soirées « toute la nuit » et organisées aux quatre coins du pays dans des salles de bal des années 1920 souvent décrépites, ou dans des arrière-salles de pubs.

## Culture
Le Twisted Wheel à Manchester, le Torch à Stoke-on-Trent, les Catacombs à Wolverhampton, le Mecca de Blackpool et surtout le Wigan Casino à Wigan attirent ainsi des dizaines de milliers de fans tout au long des années 1970, le Wigan Casino comptant, à son apogée, plus de 100 000 membres. Il se crée ainsi une véritable sous-culture, avec son identité, ses lieux et ses rencontres. Le magazine Thump rapproche cette structuration de la culture gabber, vingt ans plus tard. L'usage d'amphétamines par les allnighters est également rapproché de la consommation d'extasy par les gabbers.

## Influences
La northern soul influence une grande partie de la scène musicale britannique durant de nombreuses années, avec notamment Paul Weller des Jam, Soft Cell, dont les deux succès (What et Tainted Love) ne sont en fait que des reprises de soul de Judy Street et de Gloria Jones. C'est également le cas du titre Come On Eileen des Dexys Midnight Runners, dont le thème est repris de A Man Like Me de Jimmy James and the Vagabonds, à l'instar d'autres morceaux du groupe. Pete Waterman du trio de producteurs des années 1980, Stock Aitken Waterman, lui-même ancien DJ de northern soul, fait enregistrer un autre classique, Time Will Pass You By de Tobi Legend par Kylie Minogue.
Le cinéma s'empare de ce sujet à son tour, avec deux films britanniques. Tout d'abord, Soulboy (en), sorti en 2010, puis le film d'Elaine Constantine, tout simplement baptisé Northern Soul, sorti en 2014.